# Galbella strandi
Galbella strandi es una especie de escarabajo del género Galbella, familia Buprestidae. Fue descrita científicamente por Obenberger en  1922.